# Острів Тома
Острів Тома (рос. Остров Тома) — острів архіпелагу Земля Франца-Йосифа. Адміністративно відноситься до Приморського району Архангельської області Росії.
Розташований в південно-західній частині архіпелагу зі 1,5 кілометри на схід від острова Брюса неподалік від мису Пінєгіна.
Острів має форму півмісяця довжиною близько 700 метрів. Вільний від льоду, особливих височин не має.